# 理查德·波科克
理查德·波科克（英語：Richard Pococke，1704年11月19日—1765年9月25日）是一位英国旅行家和牧师，曾任愛爾蘭教會两个教区的主教。然而，使他出名的是他的旅行作品和日记。